# بوزقوو پایین
بوزقوو پایین (به لاتین: Aşağı Buzqov) یک منطقه مسکونی در جمهوری آذربایجان است که در شهرستان بابک واقع شده‌است. این روستا ۹۹۰ نفر جمعیت دارد.